# Gle Lhonbungo
Gle Lhonbungo är ett berg i Indonesien.   Det ligger i provinsen Aceh, i den västra delen av landet, 1 800 km nordväst om huvudstaden Jakarta. Toppen på Gle Lhonbungo är 405 meter över havet.
Terrängen runt Gle Lhonbungo är kuperad åt nordväst, men åt sydost är den platt.Runt Gle Lhonbungo är det tätbefolkat, med 297 invånare per kvadratkilometer. Trakten runt Gle Lhonbungo består till största delen av jordbruksmark.